# La Vénus à la fourrure (pièce de théâtre de David Ives)
Pour les articles homonymes, voir La Vénus à la fourrure (homonymie) et Venus in Furs.
La Vénus à la fourrure (Venus in Fur) est une pièce pour deux personnages du dramaturge américain David Ives basée sur le roman érotique allemand Venus im Pelz (La Vénus à la fourrure) de Leopold von Sacher-Masoch paru en 1870. La première off-Broadway a eu lieu au Classic Stage Company (en) en 2010 et à Broadway en 2011.
La pièce est adaptée au cinéma en français par Roman Polanski en 2013, avec Emmanuelle Seigner et Mathieu Amalric.
Dans la lancée du succès du film, la pièce est montée à Paris au théâtre Tristan-Bernard (Molières 2015) d'octobre 2014 à avril 2015, avec Marie Gillain (Molière de la comédienne) et Nicolas Briançon. La mise en scène est signée Jérémie Lippmann sur une traduction et adaptation d'Anne-Élisabeth Blateau.